# 쉐보레 코발트
쉐보레 코발트(Chevrolet Cobalt)는 제너럴 모터스가 2004년에 출시한 쉐보레의 준중형 승용차이다. 바디 타입은 세단과 쿠페 등 2가지이며, 제너럴 모터스가 새로 개발한 델타 플랫폼에 기초하여 제작되었다. 코발트는 쉐보레 HHR, 폰티액 G5, 새턴 이온, 오펠 아스트라, 오펠 자피라 등과 플랫폼을 공유한다.

## 1세대

### 코발트(2004년~2010년)

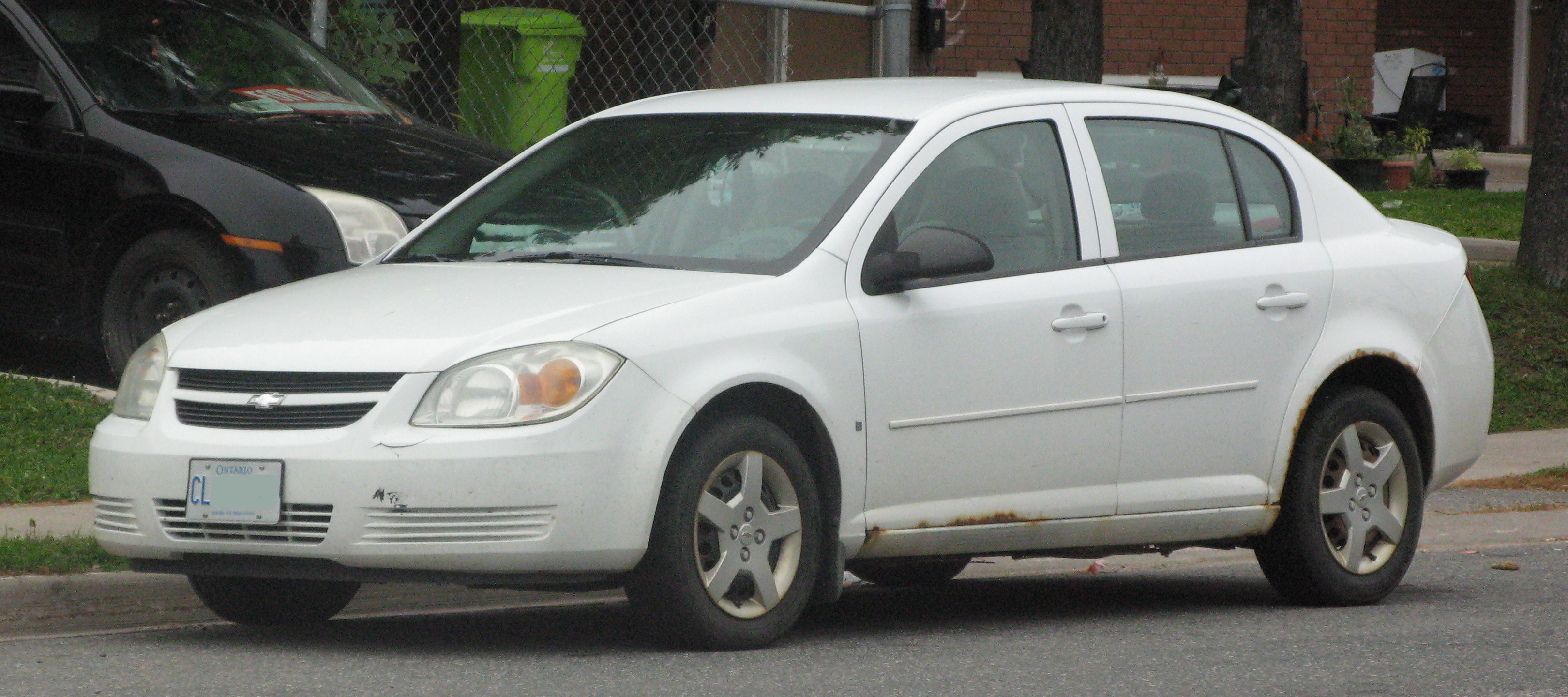
쉐보레 코발트 (세단) 정측면

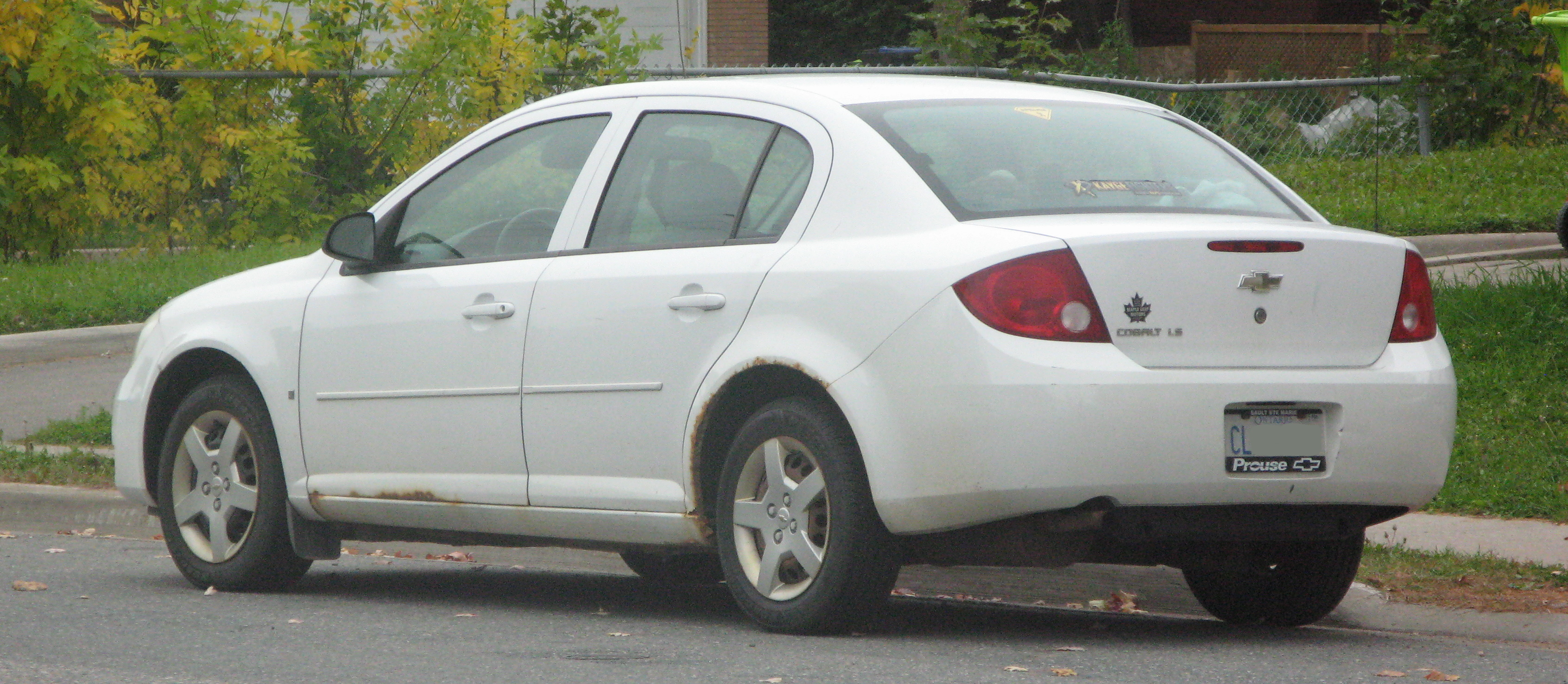
쉐보레 코발트 (세단) 후측면

미국 오하이오주 로드타운 조립 공장에서 생산되었다. 2008년에 후속 차종인 크루즈가 출시되었으나, 계속 생산하다가 2010년에 단종되었다.

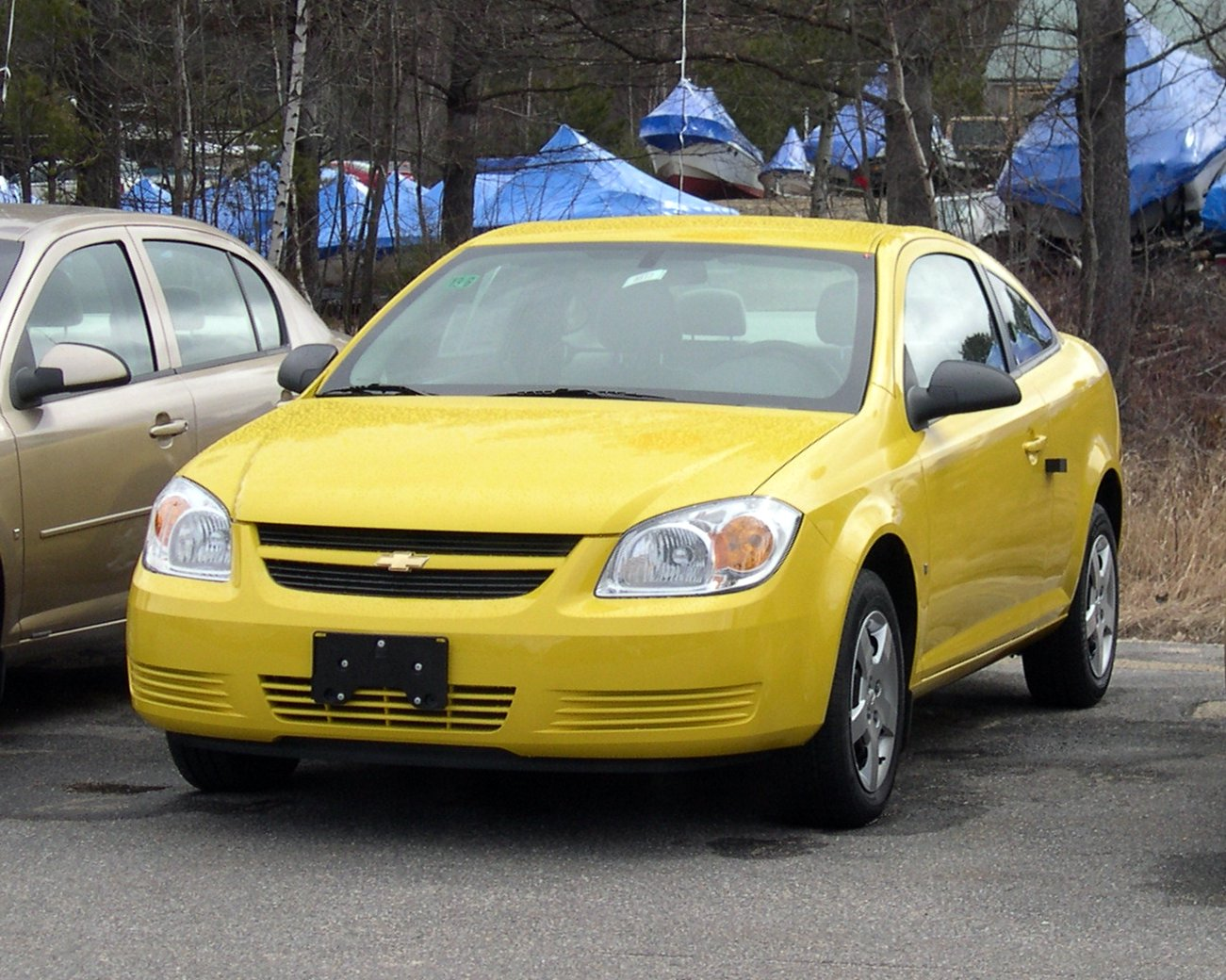
쉐보레 코발트 (쿠페) 정측면
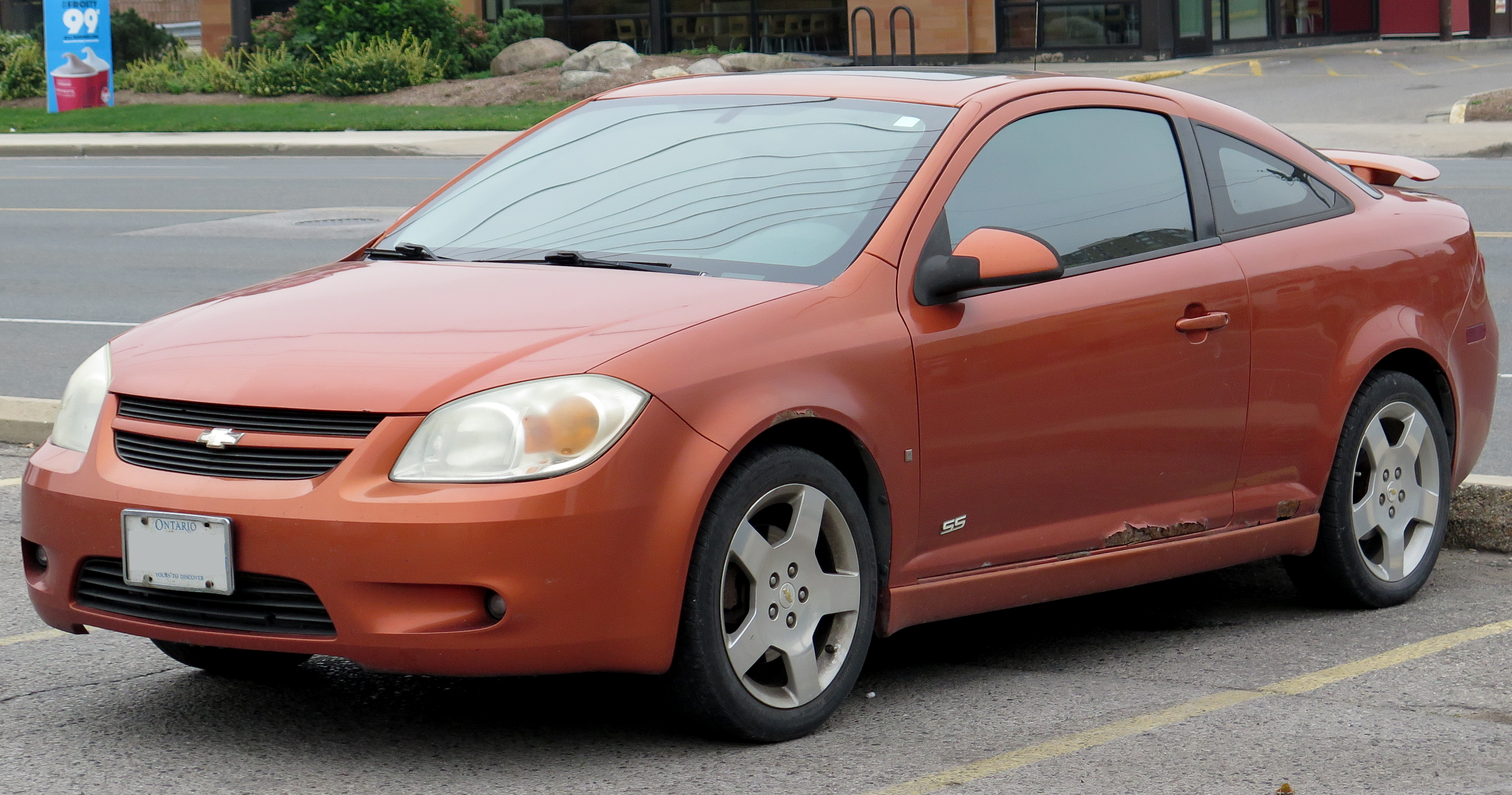
쉐보레 코발트 SS (쿠페) 정측면
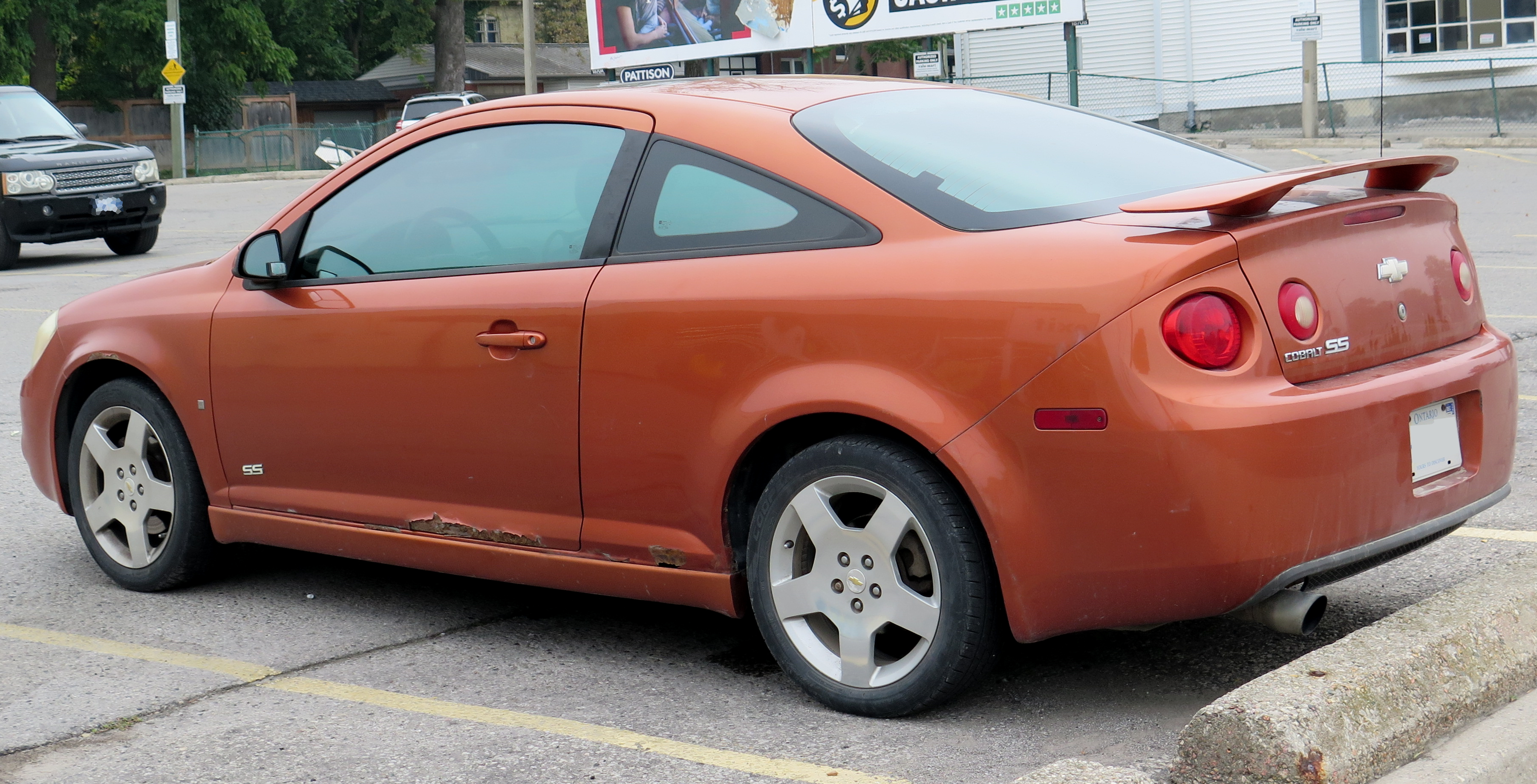
쉐보레 코발트 SS (쿠페) 후측면

## 2세대
2011년부터 남미 전략형 차종이 코발트라는 차명으로 판매 중이다.

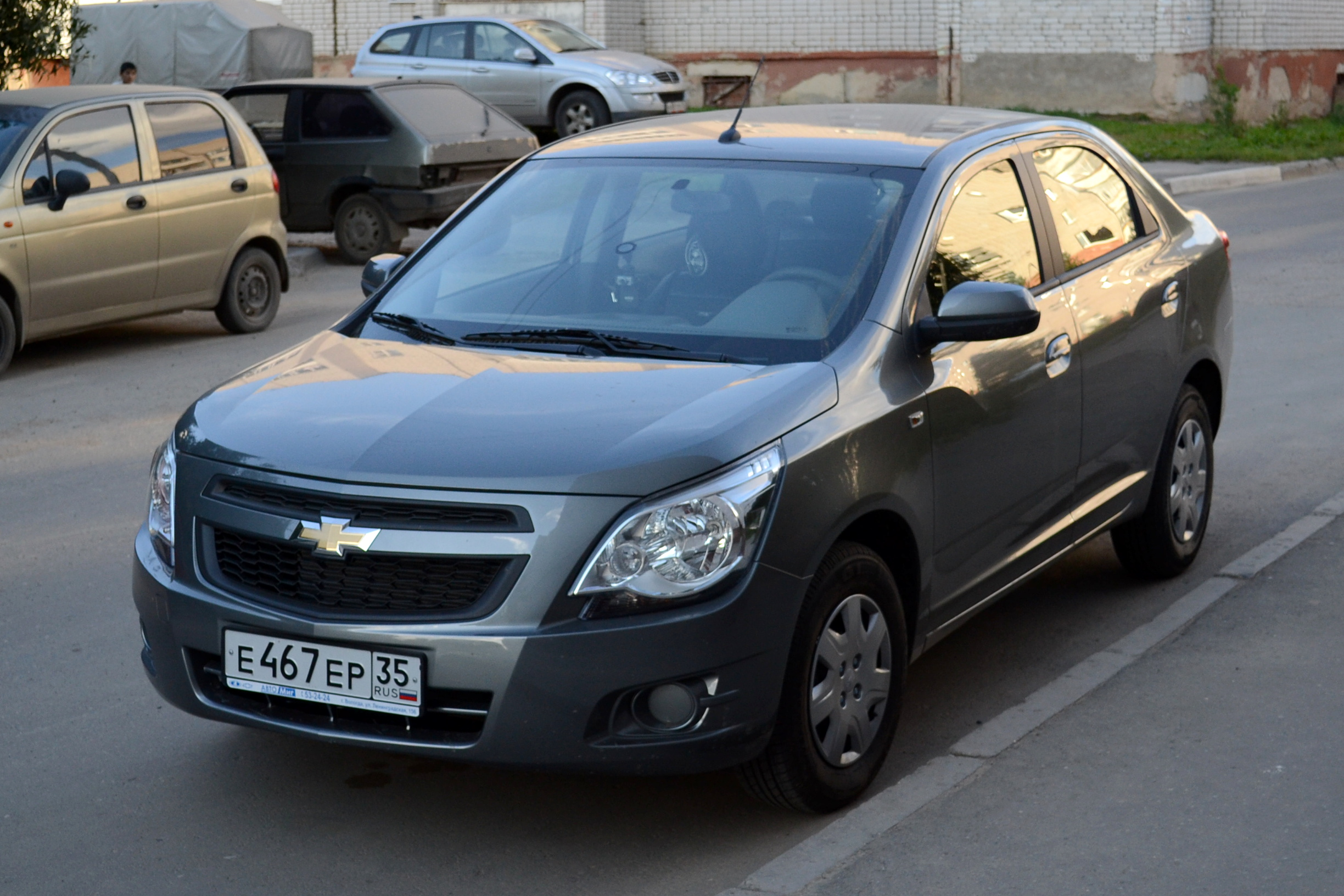
쉐보레 코발트 (전기형) 정측면
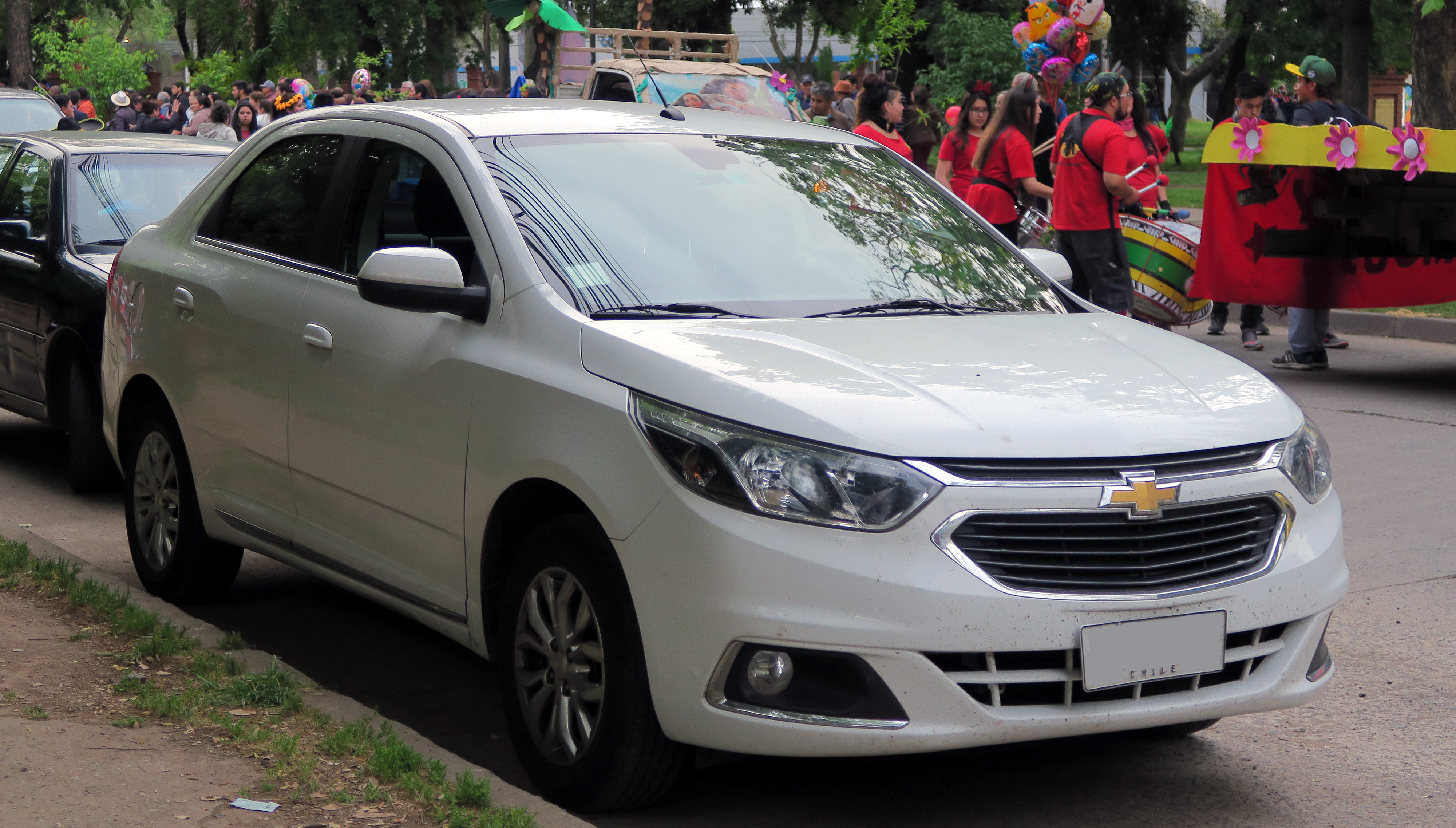
쉐보레 코발트 (후기형) 정측면